# ماثيو كواي
ماثيو ستانلي (مات) كواي (30 سبتمبر، 1833 – 28 مايو، 1904). كان سياسيًا أميركيًا من الحزب الجمهوري، مثل بنسلفانيا في مجلس شيوخ الولايات المتحدة بين عامي 1887 و1899، وأيضًا من عام 1901 وحتى وفاته سنة 1904. جعلت سيطرة كواي على الجهاز السياسي الجمهوري في بنسلفانيا واحدًا من أقوى السياسيين وأكثرهم نفوذًا في البلاد. حكم السياسة في ولاية بنسلفانيا قرابة عشرين عامًا. بصفته رئيسًا للجنة الوطنية الجمهورية، وبالتالي مديرًا لحملة الحزب، ساعد في انتخاب بنيامين هاريسون رئيسًا في عام 1888، على الرغم من عدم فوزه بشعبية الأصوات. كان له دور فعال في انتخاب تيودور روزفلت نائبًا للرئيس في عام 1900.
درس كواي القانون وبدأ حياته المهنية في الوظيفة العامة من خلال توليه منصب رئيس مقاطعة بيفير، بنسلفانيا، في عام 1856. أصبح السكرتير الخاص للمحافظ أندرو كورتين في عام 1861، بعد إقامته حملة لصالحه في العام السابق. أثناء الحرب الأهلية، خدم في جيش الاتحاد، فقاد فوج المشاة 134 في بنسلفانيا برتبة كولونيل. حصل كواي على ميدالية الشرف على البطولة في معركة فريدريكسبورغ. كان عميلًا عسكريًا لبنسلفانيا في واشنطن قبل عودته إلى هاريسبورغ لمساعدة كورتين في إعادة انتخابه في عام 1863. كان عضوًا في مجلس نواب ولاية بنسلفانيا في الفترة بين عامي 1865 و1868.
بدءًا من عام 1867، انحاز كواي على نحو متزايد إلى الجهاز السياسي الذي أداره عضو مجلس الشيوخ سايمون كاميرون، وبحلول عام 1880، كان الساعد الأيمن لكاميرون ونجله وخليفته دون. استمر في الخدمة في وظيفة عامة، سكرتيرًا للكومنولث، المسجل في مقاطعة فيلادلفيا، وأمين صندوق بنسلفانيا. دعته آخر نتيجة لانتخاب كاميرون في عام 1885 إلى منحه السلطة الكافية لإقصاء دون كاميرون عن منصب الزعيم السياسي الجمهوري في بنسلفانيا، ووضعه في موقف يسمح له بترشيح نفسه لمجلس الشيوخ. خدم في المنصب بين سنتي 1887 و1899، ثم من عام 1901 وحتى وفاته سنة 1904. هناك، دافع بقوة عن المصالح الاقتصادية لبنسلفانيا، ولم يبال كثيرًا بالمسائل التي لم تؤثر على ولايته.
في أوج قوته، كان لكواي تأثير في التعيينات في الآلاف من المناصب الحكومية والاتحادية في بنسلفانيا، التي كان على شاغليها المساعدة في تمويل الجهاز السياسي. كان معارضو الحزب الجمهوري في بنسلفانيا، مثل التاجر الكبير جون وانماكر، ينافسون على حكمه من وقت إلى آخر، دون أن يلقوا نجاحًا عادةً، إلا أنهم حالوا دون انتخابه لولاية ثالثة في مجلس الشيوخ لمدة عامين، الأمر الذي أدى إلى انتهاء الانتخابات التشريعية في عام 1899 دون اختيار أحد. في ظل تدهور حالته الصحية، خاض بضعة معارك جديدة في سنواته الأخيرة. بعد وفاة كواي، استولى رفيقه في مجلس الشيوخ عن ولاية بنسلفانيا بويس بينروز على جهازه السياسي، واستمر في الإدارة حتى وفاته في عام 1921.

## نشأته ومسيرته
ولد ماثيو ستانلي كواي في ديلسبورغ، بنسلفانيا، في 30 سبتمبر 1833. كان والده، أندرسون بيتون كواي، قسًا مشيخيًا؛ ووالدته كاثرين ماكين. كانت عائلة كواي من أصول اسكتلندية ومانكسية (تعود لجزيرة مان)؛ كان لماثيو كواي جدة كبرى تعود للأمريكيين الأصليين. سمي ماثيو على اسم الجنرال ماثيو ستانلي، الذي ربى ماكين بعد موت والديها؛ وكان واحدًا من بين 8 أولاد وأكبر ابن يبلغ سن الرشد.
عاشت عائلة كواي في عدة بلدات في وسط وغرب بنسلفانيا خلال طفولة ماثيو، وذلك خلال خضوع القس كواي لمناصب جديدة، قبل استقرارهم أخيرًا في بيفر عام 1850، حيث كانت العائلة تعيش سابقًا في أوائل أربعينيات القرن التاسع عشر. على الرغم من الطابع المتنقل لوجود الأسرة، إلا أنهم لم يهملوا تعليم أطفالهم، بمن فيهم الفتيات. التحق ماثيو بالمؤسسات التعليمية في بيفر وإنديانا، ثم التحق بكلية جيفرسون (الآن كلية واشنطن وجيفرسون)، حيث أصبح عضوًا في أخوية بيتا ثيتا باي.
بعد تخرجه في سنة 1850، زار كواي ولاية ميسيسيبي، حيث عاش أحد رفقاء صفه في مزرعة هناك. خططوا للانخراط في العمل عبر تقديمهم محاضرات باستخدام جهاز ستريوبتكون، إلا أن المعدات تعطلت. بعد عجزهم عن إيجاد عمل ملائم في الجنوب، عاد إلى بنسلفانيا حيث درس القانون في شركة بينّي وستاريت في بيتسبورغ. قال جيمس إس. بيني، وهو شريك في الشركة، إنه «لم يعرف قط رجلًا في مثل سنه ذو عقل منضبط وناضج إلى هذا الحد». في أواخر سنة 1852، لم يكن كواي متأكدًا بالكامل من أنه ملائم لممارسة القانون؛ شرع في جولة أخرى في الجنوب، لكنه لم يتمكن ثانية من إيجاد عمل يدرّ له دخلًا، وعاد لإكمال دراساته القانونية تحت وصاية الكولونيل ريتشارد روبرتس من بيفر. انتسب إلى نقابة المحامين في 13 أكتوبر سنة 1854 في مقاطعة بيفر.
في عام 1856، عين الحاكم جيمس بولوك كواي حاكمًا لمقاطعة بيفر، لملء الفترة المتبقية. جاء التعيين لأن الحاكم ومستشاريه كانوا يكنون احترامًا للقس كواي، وانتخب المحامي الشاب لفترة ثلاث سنوات امتدت بين عامي 1856 و1859. في ذلك الوقت، جرى تشكيل الحزب الجمهوري؛ وأصبح كواي عضوًا، وكان مدير مقاطعة بيفر لمرشح الحزب لمنصب الحاكم في عام 1860، أندرو كورتين. كان نجاح كواي في جلب مفوضين إلى مؤتمر الولاية من غرب بنسلفانيا لدعم كورتين أمرًا حاسمًا في حصوله على الترشيح. في أكتوبر سنة 1860، انتخب كورتين وفاز في مقاطعة بيفر بفارق كبير، ما أثار إعجابه بالمهارة السياسية التي يتمتع بها كواي.

## الحرب الأهلية
عندما أصبح كورتين حاكمًا في يناير سنة 1861، جعل من كواي سكرتيره الخاص. كان ذلك بمثابة تقدم كبيرة بالنسبة إلى محامٍ ريفي. في بداية الحرب الأهلية، كان كواي من أوائل المتطوعين من مقاطعة بيفر. في مايو 1861، كُلّف برتبة ملازم أول في مليشيا الفرقة 19 المنظمة من بنسلفانيا، لكنه لم يستلم ذلك المنصب. عوضًا عن ذلك، عينه الحاكم كورتين مساعد مدير عام في بنسلفانيا برتبة مقدم. بعد نقل مهام مفوض الولاية إلى واشنطن، واصل كورتين مهام كواي كسكرتيره الخاص سعى كورتين إلى أن يكون صديقًا للجنود في بنسلفانيا ونصيرًا لهم، وكانت مئات الرسائل تتدفق يوميًا، وكان من الواجب الرد على الرسائل التي أصدر حاكم بنسلفانيا مرسومًا بها على نحو فردي، مهما كانت الشكوى تافهة فوضت هذه المهمة إلى كواي، فقام بها بلا هوادة، حتى إنه استنسخ توقيع كورتين على نحو مثالي للغاية، لدرجة أن الحاكم لم يستطع معرفة الفرق.
شملت المهام الأخرى التي تولاها كواي لصالح كورتين الاتصال بالهيئة التشريعية. فقد الجمهوريون أغلبيتهم في مجلس نواب بنسلفانيا في انتخابات عام 1861، لكن لم يستطع كواي تشكيل تحالف بين الأقلية الجمهورية والديمقراطيين في الحرب، ليشكل لجنة تشريعية تعمل مع كورتين في قضايا الحرب. وجد كورتين خدمات كواي قيمة، ولم يرغب بخسارته، لكن كواي أراد وظيفة عملياتية في الحرب، وحصل عليها في أغسطس 1862، برتبة كولونيل في فرقة المشاة 134 في بنسلفانيا. انضم هو وقواته إلى جيش بوتوماك بقيادة الجنرال جورج مكليلان في أواخر سبتمبر 1862، عندما كان يلاحق جيش فرجينيا الشمالية الكونفدرالي بقيادة الجنرال روبرت إي. لي بعد معركة أنتيتام. لم ير المعارك في ذلك الوقت، حيث سمح مكليلان للي بالانسحاب إلى فرجينيا دون خوض معركة. بعد ذلك بوقت قصير، عانى كواي من حمى التيفوئيد، وبمشورة طبية، ولأن كورتين أراده أن يخدم كعميل عسكري لبنسلفانيا في واشنطن، قدم استقالته في 5 ديسمبر 1862، ولو أنه كان هناك تأخير في قبولها.